# Berneška velká
Berneška velká (Branta canadensis) je velký druh ptáka z řádu vrubozobých.

## Taxonomie
Uvádí se několik poddruhů:
- B. c. canadensis
- B. c. fulva
- B. c. interior
- B. c. maxima
- B. c. moffitti
- B. c. occidentalis
- B. c. parvipes

K bernešce velké byla dříve řazena i berneška malá, která je dnes považována za samostatný druh.

## Popis
- Délka těla: 90–100 cm
- Rozpětí křídel: 160–175 cm

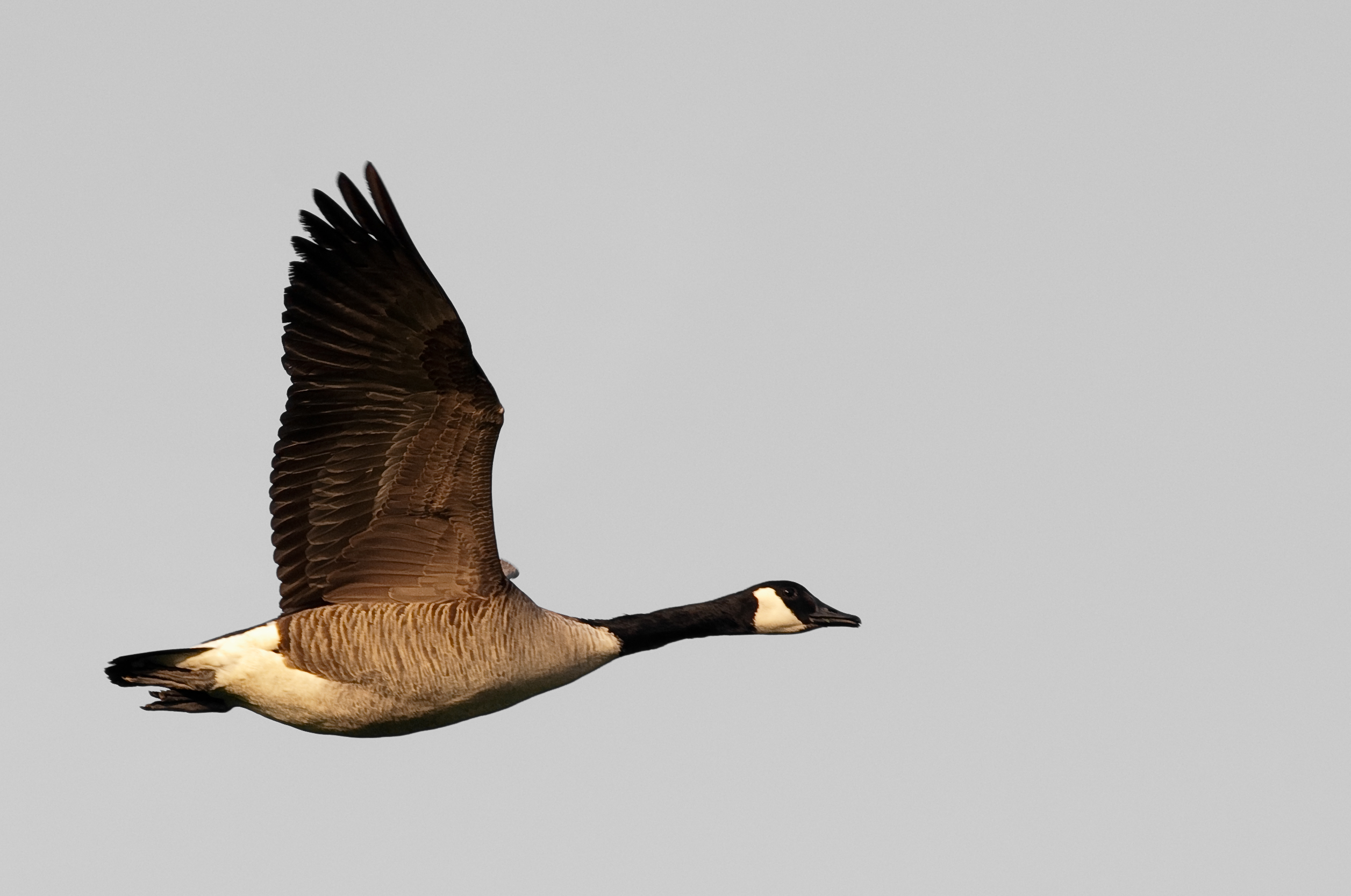
Berneška velká v letu

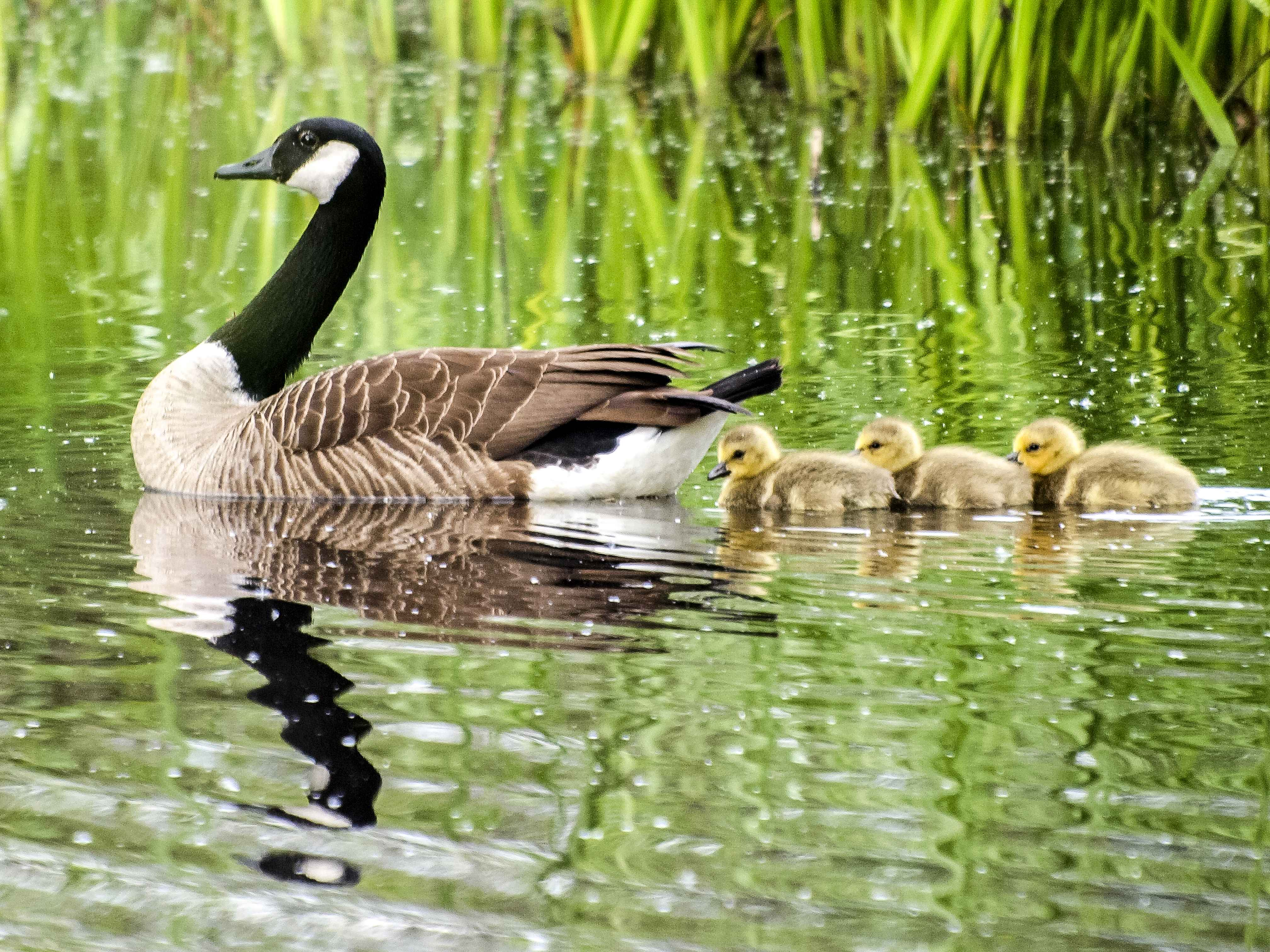
Berneška velká s mláďaty

- Hmotnost: 2,9–4,95 kg (samice), 4,1–5,41 kg (samec)[2]

Berneška velká je větší než husa velká, s nápadně dlouhým krkem. Břicho, boky a hřbet jsou hnědavé, vespod světlejší. Krk a hlava jsou leskle černé, s velkou, čistě bílou skvrnou na tvářích, zasahující až pod krk. Na svrchní straně těla a bocích vytvářejí béžovobílé špičky per jemný vlnkovitý vzor. Pohlaví se od sebe zbarvením neliší, mladí ptáci mají vlnkování nerovnoměrné a hůře patrné, liší se také světleji hnědočernou hlavou a krkem a hnědavým odstínem „podkrčníku“.

Při určování je možné ji zaměnit s berneškou bělolící nebo berneškou malou, ve srovnání s nimi je ale znatelně větší a má delší krk. Berneška malá má kratší zobák a strmější čelo, berneška bělolící má výrazně větší plochy bílé barvy na hlavě a ostrý černo-bílý přechod na hrudi.

### Hlas
Nejčastěji se ozývá dvouslabičným „aur-lyt“, přičemž druhá slabika je vyšší. Může se také ozývat hlubším, nosovým kejháním.

## Rozšíření
Původní oblast rozšíření je v Severní Americe, v Evropě se vyskytuje jako introdukovaný druh. Populace jsou z většiny tažné. Do České republiky zřejmě zaletují jedinci ze severozápadu Evropy; lze se s nimi setkat nepravidelně po celý rok, častěji v zimě a na jaře.

## Bionomie

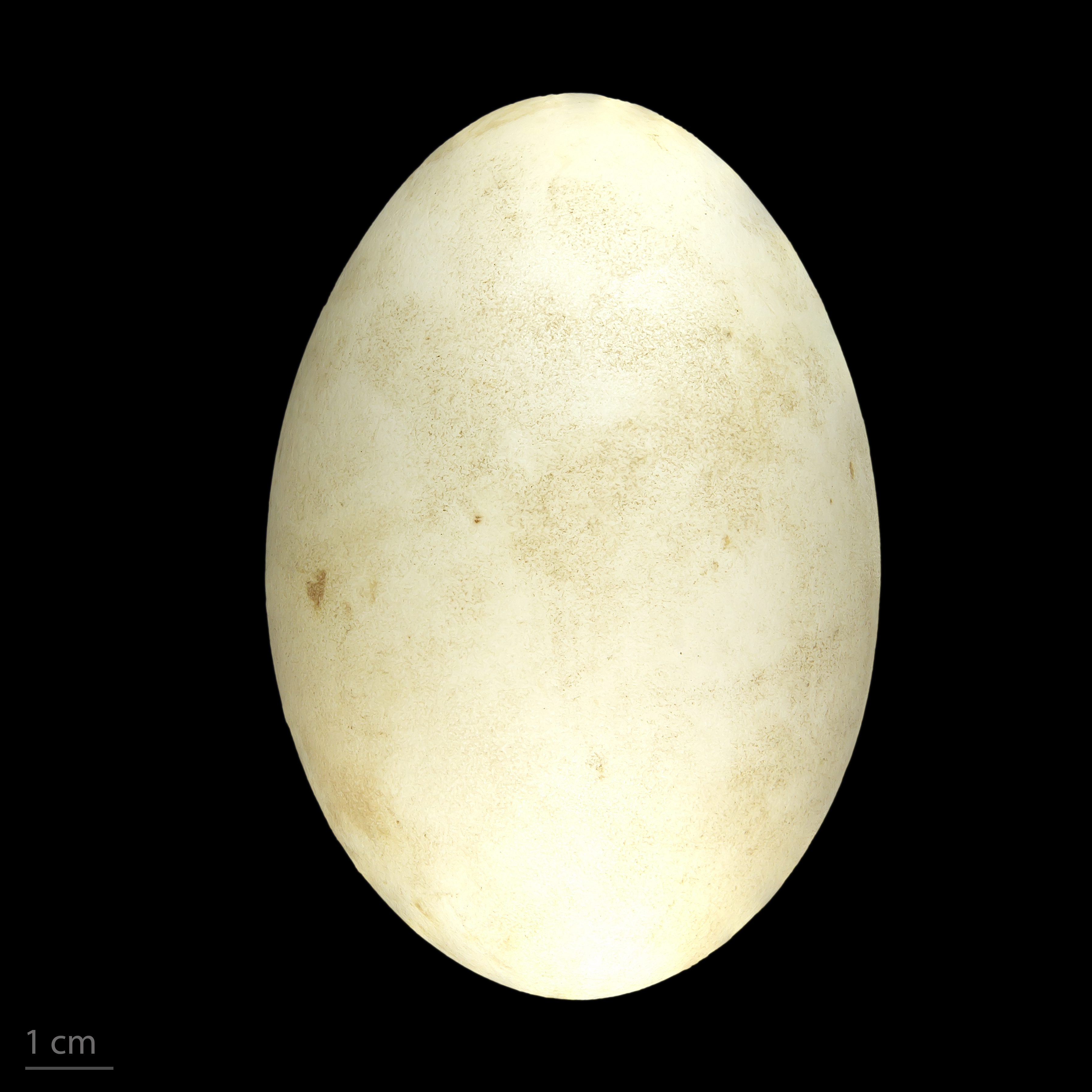
Vejce bernešky velké

Živí se zejména travinami, vodními rostlinami a polními plodinami, v menší míře také korýši, měkkýši a dalšími bezobratlými.

### Hnízdění
Hnízdí od března do června. Hnízdo si staví na ostrůvcích nebo pobřežních náplavech, vzácně také na stromech. Samice snáší zpravidla 5–6 vajec, na kterých sedí sama 28–30 dní.

## Hospodářský význam
V Severní Americe je berneška velká významným zástupcem lovné zvěře.